# Azuay (departamento)
O Departamento de Azuay foi uma subdivisão administrativa e territorial da Grã-Colômbia, representada atualmente pela parte oriental do Equador.
O departamento foi criado em 1824 e perdurou até a dissolução da Grã-Colômbia em 1830. Azuay era um dos 3 departamentos que compunham o Distrito del Sur, junto com o Departamento de Quito e Departamento de Guayaquil.
O território do departamento de Azuay incluía a serra sul do atual Equador e a parte norte do Rio Marañón, atual região do Peru.

## Divisões administrativas
- Provincia de Cuenca. Capital: Cuenca. Cantões: Cuenca, Cañar, Gualaseo e Girón.
- Provincia de Loja. Capital: Loja. Cantões: Loja, Catacocha, Cariamanga e Zaruma.
- Provincia de Jaén de Bracamoros e Maynas. Capital: Jaén de Bracamoros. Cantões: Jaén, Borja e Jeveros.